# Adolf Traußnig
Adolf Traußnig (* 18. April 1903 in St. Stefan im Lavanttal; † 9. Oktober 1990 in Wolfsberg) war ein österreichischer Politiker (ÖVP) und Landwirt. Er war Abgeordneter zum Kärntner Landtag und Abgeordneter zum Österreichischen Nationalrat.

## Leben
Traußnig war der Sohn des Landwirts Kolomann Traußnig (1869–1934) und dessen Ehefrau Monika geb. Überschwinger (* 14. April 1880; † 13. Mai 1955). Er war römisch-katholisch und heiratete am 20. Mai 1946 Auguste Meisl.
Traußnig besuchte nach der Volks- und Bürgerschule die Ackerbauschule in Wolfsberg und übernahm nach Praktika in Tirol und der Schweiz im Jahr 1934 den väterlichen landwirtschaftlichen Betrieb. Er war als Mitglied des Gemeinderates von St. Stefan im Lavanttal aktiv und wirkte als Obmann der Bezirksbauernkammer Wolfsberg. In der Zwischenkriegszeit war er während der Zeit des Austrofaschismus zwischen 1934 und 1938 Mitglied des Ständischen Kärntner Landtags. Im Landtag war er Mitglied des Schulausschusses. In Folge der nationalsozialistischen Machtübernahme war Traußnig mehrere Wochen in Gestapohaft. Nach dem Ende des Zweiten Weltkriegs engagierte sich Traußnig für die Österreichische Volkspartei, die er zwischen dem 19. Dezember 1945 und dem 8. November 1949 sowie zwischen dem 15. März 1955 und dem 8. Juni 1956 im Nationalrat vertrat.
Adolf Traußnig war der Vater des FPÖ-Landtagsabgeordneten und Bezirkshauptmanns von Wolfsberg Arthur Traußnig.